# Rosanne Cash
Rosanne Cash, född 24 maj 1955 i Memphis, Tennessee, är en amerikansk singer/songwriter.
Även om Rosanne Cash oftast klassificeras som en countryartist så bygger hennes musik på många andra genrer, bland andra folkmusik, pop, rock och blues. Hon är en av döttrarna till Johnny Cash och hans första fru Vivian Liberto Cash Distin och styvdotter till June Carter Cash. Hon är född strax innan hennes far gav ut sin första singelskiva. På många sätt reflekterar hennes karriär förändringarna i countrymusiken sedan rock'n'roll-eran.
Rosanne Cash vann en grammy 1985 för låten "I Don't Know Why You Don't Want Me" och har nominerats till ytterligare åtta grammys. 2009 spelade hon in albumet The List. Titeln anspelar på en lista med viktiga countrylåtar som hon fick av sin far Johnny när hon var 18 år.
Rosanne Cash var mellan 1979 och 1992 gift med musikern Rodney Crowell.

## Diskografi
Studioalbum
- Rosanne Cash (1978)
- Right or Wrong (1979)
- Seven Year Ache (1981)
- Somewhere in the Stars (1982)
- Rhythm & Romance (1985)
- King's Record Shop (1987)
- Interiors (1990)
- The Wheel (1993)
- 10 Song Demo (1996)
- Rules of Travel (2003)
- Black Cadillac (2006)
- The List (2009)
- The River & the Thread (2014)

Samlingsalbum
- Hits 1979-1989 (1989)
- Retrospective (1995)
- The Country Side (1996)
- Super Hits (1998)
- The Very Best of Rosanne Cash (2005)
- The Essential Rosanne Cash (2011)

Singlar (topp 10 på Billboard Hot Country Songs)
- "Seven Year Ache" (#1) (1981)
- "My Baby Thinks He's a Train" (#1) (1981)
- "Blue Moon with Heartache"	(#1) (1981)
- "Ain't No Money" (#4) (1982)
- "I Wonder" (#8) (1982)
- "I Don't Know Why You Don't Want Me" (#1) (1985)
- "Never Be You" (#1) (1985)
- "Hold On (#5) (1986)
- "Second to No One" (#5) (1986)
- "The Way We Make a Broken Heart" (#1) (1987)
- "Tennessee Flat Top Box" (#1) (1987)
- "If You Change Your Mind" (#1) (1988)
- "Runaway Train" (#1) (1988)
- "I Don't Want to Spoil the Party" (#1) (1989)